# Violante Placido
Maria Violante Placido (italienska: [vjoˈlante ˈplaːtʃido, vio-]), född 1 maj 1976, är en italiensk skådespelerska och sångerska.

## Biografi
Placido föddes i Rom, Italien. Hon är dotter till skådespelaren och regissören Michele Placido och skådespelerskan Simonetta Stefanelli.
Hon gjorde filmdebut tillsammans med sin far i Quattro bravi ragazzi (1993), och deltog senare i Jack Frusciante Left the Band. Hennes första stora roll var i L'anima gemella, regisserad av Sergio Rubini.

### Musik
2006 släppte Placido, under namnet Viola, sitt första album, "Don't Be Shy...", som innehöll 10 egenkomponerade låtar (varav de flesta är på engelska).

## Privatliv
Violante Placido har ett barn tillsammans med sin partner, Massimiliano D'Epiro.